# Akademie der Wissenschaften und der Literatur
L'Accademia delle scienze e della letteratura (in tedesco: Akademie der Wissenschaften und der Literatur Mainz, AdW Mainz) è un'accademia scientifica situata a Magonza, in Germania, fondata nel 1949 su iniziativa di Alfred Döblin.  L'obiettivo dell'Accademia è di sostenere la scienza e la letteratura e contribuire a preservare e promuovere la cultura. È divisa in tre classi: matematica e scienze naturali, scienze umanistiche e sociali, letteratura e musica.  Alcuni dei suoi membri notevoli sono stati Niels Bohr, Otto Hahn, Konrad Lorenz, Halldór Laxness, Heinrich Böll, e Jean-Marie Lehn.

## Storia
L’Akademie der Wissenschaften und der Literatur affonda le sue radici nella Kurfürstlichen Brandenburgischen Sozietät der Wissenschaften, fondata da Gottfried Wilhelm von Leibniz nel 1700. Da questa società nacquero l’Accademia prussiana delle scienze e, dopo la seconda guerra mondiale, l’Accademia delle scienze Scienze della DDR e l’Akademie der Wissenschaften und der Literatur di Magonza. L'intento di Leibniz, a cui fa riferimento il motto dell'Accademia “Genio Leibnitii” ("Nello spirito di Leibniz"), era quello di unire esperti di tutte le discipline per promuovere il progresso della società.
L'Akademie der Wissenschaften und der Literatur fu fondata nel 1949 da ex membri dell'Accademia prussiana delle scienze che, dopo la seconda guerra mondiale, volevano portare avanti le loro ricerche e i loro progetti nella neonata Repubblica Federale.